# Nordet (vent)
Pour les articles homonymes, voir Nordet.
Le nordet est un vent en provenance du nord-est sur le nord et l'ouest de la France. Sa présence est liée la plupart du temps à des conditions anticycloniques régnant sur le pays. Il s'agit également d'un vent provenant de l'aval du Saint-Laurent vers l'amont au Québec. Ce vent amène généralement des températures froides. À l'île d'Ouessant, c'est aussi le vent du nord.
Le nordet est opposé au suroît.
Son nom conserve l’ancienne prononciation populaire du mot est, qui était prononcé è’ jusqu’au XIXe siècle. Nordet, ou comme il faudrait l’écrire nordêt ou nord-êt, signifiait littéralement nord-est. Jean de La Varende écrit nordai, voir son ouvrage sur Tourville, page 128, édition de 1943.